# Burraneer (Nouvelle-Galles du Sud)
Burraneer est une petite banlieue dans le sud de Sydney, dans l'état de Nouvelle-Galles du Sud, en Australie. Burraneer se trouve à 26 kilomètres au sud du quartier central des affaires de Sydney, dans la zone du gouvernement local du comté de Sutherland.
Burraneer se trouve sur la péninsule de Burraneer Point, sur la rive nord de l'estuaire de Port Hacking. Burraneer Bay forme la frontière ouest et la baie gunnamatta la frontière orientale. Woolooware est la seule banlieue adjacente. Cronulla est situé de l'autre côté de la baie de Gunnamatta. Les banlieues de Dolans Bay, Port Hacking et Caringbah South sont situées de l'autre côté de la baie burraneer. Les villages de Maianbar et Bundeena sont situés sur la rive opposée de Port Hacking. Burraneer est une banlieue principalement résidentielle.